# Italochrysa italica
Italochrysa italica is een insect uit de familie van de gaasvliegen (Chrysopidae), die tot de orde netvleugeligen (Neuroptera) behoort. 
Het insect heeft een spanwijdte van 46 tot 52 millimeter. Het lijf is lichtgroen met een bruine rugstreep die zich bij het borststuk splitst in twee zijstrepen. De ogen zijn roodbruin. De imago vliegt van juni tot september, de larve overwintert.
De larven van deze soort eten het broed van de mierensoort Crematogaster scutellaris en leven in eikenbomen. 
De soort komt voor in het Midden-Oosten en Zuid-Europa, tot in Zwitserland. Hij wordt tot 1000 meter boven zeeniveau aangetroffen. 
Italochrysa italica is voor het eerst wetenschappelijk beschreven door Rossi in 1790.